# 老挝岩鼠
老挝岩鼠是一种形态古老的啮齿动物，为岩鼠属下的唯一物种，也是硅藻鼠科下现存的唯一物种。
老挝岩鼠分布于老挝甘蒙省西北部的热带喀斯特地形区域。

## 名称
学名。其中，属名的词源来自古希腊语的（石头的）和（居住者）；种加词的词源来自古希腊语的（谜语）和（老鼠）。
该属和该种对应的中文正名为岩鼠属和谜岩鼠。老挝岩鼠为该物种的俗名。一些媒体亦称其为“老挝谜鼠”，可能是误以为指的是“老挝”（Laos）。

## 特征
老挝岩鼠长有蓬松的尾巴，外形类似松鼠，头颅较长，毛皮为黑色或灰色。平均身长约40厘米，其中尾长约占1/3，体重约三四百克。属夜行性。以植物为食物，偶尔也会吃到期间的昆虫。蹦跳地奔跑。一胎产一仔。

## 发现
20世纪末，英国和美国学者在老挝甘蒙省石灰岩国家生物多样性保护区各自进行生物多样性调查工作。1996年，美国学者罗伯特·J·蒂明斯（Robert J. Timmins）在他曲的传统市场上买到了两只作为食物出售的大鼠尸体。1998年，英国学者马克·F·罗宾逊（Mark F. Robinson）也获得了这种动物的头颅、照片和带部分牙齿的颌骨碎片（发现于猫头鹰的回吐物中）。两人都认为这是一种特别的动物，于是将其送至伦敦的自然历史博物馆进行研究。1999年，罗宾逊又在老挝通过捕捉和购买得到了12件标本，也转交给了博物馆。
自然历史博物馆的保莉娜·D·詹金斯（Paulina D. Jenkins）教授见到标本后，认为这是一个过去未知的新物种，并从形态学的角度对其进行了分类研究。随后，美国的C·威廉·基尔帕特里克（C. William Kilpatrick）加入进来，通过分子生物学的方法研究其分类。最终确定这是一种与已知鼠类动物均大不相同的新物种。
由于形态学和分子生物学的方法无法得出确定一致的分类结果，因此，詹金斯、基尔帕特里克、罗宾逊、蒂明斯四人建立了新的科和属——岩鼠科、岩鼠属，并命名该物种为谜岩鼠，表示其分类是个难解之谜。

## 分类
最初，詹金斯等人将老挝岩鼠归入豪猪下目，认为岩鼠是一个新的科。但2006年，
卡内基自然历史博物馆的玛丽·R·道森、蒙彼利埃第二大学的洛朗·马里沃（Laurent Marivaux）、中国科学院古脊椎动物与古人类研究所的李传夔等人在《科学》上联合发文指出，通过比对化石，可以判定，老挝岩鼠实际上属于曾被认为已经完全灭绝的硅藻鼠科。
在此之前，学者普遍认为，硅藻鼠科动物生活在渐新世早期至中新世晚期，分布于今巴基斯坦、印度、泰国、中国、日本等地，如今已经全部灭绝。然而，在“灭绝”1100万年后，活生生的岩鼠属动物却被重新发现，因此十分令人震惊。这是拉撒路现象的一个经典例子。玛丽·道森将之比喻为“啮齿目中的腔棘鱼”。